# Antes muerta que Lichita
 (срп. Радије мртва, него Лићита) мексичка је теленовела, продукцијске куће Телевиса, снимана током 2015. и 2016.

## Синопсис
Лићита Гутјерез запослена је у најпрестижнијој маркетиншкој агенцији у региону, али на радном месту је сви игноришу - готово да је потпуно невидљива. Добила је посао годинама раније, а откако је крочила у предворје агенције, машта о радном месту креативне директорке. Ипак, никада није напредовала - од свог доласка није ништа друго до секретарица која мора да ради мноштво послова. Много пута помишљала је да одустане, али у тим моментима увек би помислила на своје родитеље, које није желела да изневери.
Упркос незавидном положају у којем се налази, Лићита машта о принцу на белом коњу, захваљујући коме би престала да буде невидљива. Међутим, стварност јој удара шамар за шамаром - нико је не примећује и то не зато што је ружна, већ зато што је ненаметљива. Због тога се љубави препушта само у мислима, док је стварни живот резервисала за посао, који такође не испуњава њена очекивања, нити је достојан њених могућности. Добри људи у „Иконики“ синоним су за глупе, а сви користе племените особе не би ли остварили своје нимало часне циљеве.
Међутим, Лићита види велику шансу да напредује када схвати да је Сандри, хладној и строгој директорки компаније, хитно потребна нова кампања којом ће одушевити не само запослене у фирми, већ и пословне партнере. „Невидљива“ онда одлучује да прионе на посао и смишља иновативну кампању и одлази на елитну забаву на коју је нико није звао, не би ли презентовала своје идеје. Међутим, пре него што стигне да то учини, упознаје Роберта Дуартеа, човека иза чијег се очаравајућег осмеха скрива тајна о боравку у затвору. Он јој краде пројекат и представља га као свој - захваљујући томе добија одлично радно место у компанији, док Лићита остаје обична секретарица, а запослени настављају да је малтретирају.
У томе предњачи Лусијана, сестрична власника компаније која је недавно стигла у Мексико. Она има боље радно место од Лићите, а поврх свега, жели да освоји Роберта. Потлачена јунакиња због тога одлучује да се промени и остави иза себе све године малтретирања, а онима који су је злостављали покаже где им је место. Неприметна Лићита престаје да постоји и уступа место Алисији - жени која је спремна на све да одбрани своје идеје и која неће дозволити никоме да гази по њој, њеном таленту и труду…

## Ликови
- Лићита (Маите Перони) - Алисија, коју сви зову Лићита, паметна је и лепушкаста девојка која своју лепоту ставља у други план. Талентована је и племенита, али не уме да искористи своје квалитете. Сања о месту креативне директорке у „Иконики“ и проналажењу праве љубави. Међутим, уместо напретка, сви је игноришу. Када помисли да је нашла идеалног мушкарца, он јој слама срце, а отима јој и радно место које је желела. Уморна од тога да је нико не примећује, она одлучује да се промени из корена.
- Роберто (Арат де ла Торе) - Роберто је леп, паметан, харизматичан и племенит човек, који је разочаран у љубав. Након што изађе из затвора где је био због злочина који није починио, сазнаје да има сина. Међутим, да би могао да буде са дечаком, потребан му је добро плаћен посао. Користи Лићиту да би напредовао у фирми, али се не желећи то заљубљује у њу. Након што рашчисти са сенком прошлости, бориће се за њену љубав.
- Сандра (Чантал Андере) - Сандра је права челична лејди. Захваљујући чврстом карактеру успела је да се избори за своје место у пословном свету којим владају мушкарци и постане директорка „Иконике“. Сви дрхте пред њом, али упркос томе што сеје страх и трепет на послу, приватни живот јој је врло тужан. Она је Аугустова љубавница и ни не слути да се иза његовог очаравајућег осмеха крије бескрупулозни манипулатор.
- Аугусто (Едуардо Сантамарина) - Аугуста дефинише недостатак скрупула. Прорачунат је и горд, али врло интелигентан. Власник је „Иконике“, најважније маркетиншке агенције у Латинској Америци. Углед му је све и да би га сачувао не би се либио ни да прода душу ђаволу. Он је Лусијанин прави отац, мада је увек веровао да му је она сестрична. Води двоструки живот - ожењен је Беатриз, али је иза леђа вара са Сандром, директорком компаније.
- Лусијана (Ингрид Марц) - Лусијана је веома хировита манипулаторка, која користи своју лепоту да би добила све што жели. Роберто постаје њен затвореник, док је Лићита једна од њених најгорих непријатељица. Њен највиши циљ у животу јесте удаја за неког богаташа који би јој обезбедио луксуз којем толико тежи, како више никада не би морала да ради. Зато је бацила око на Алекса, несвесна да је он хомосексуалац.
- Алекс (Еди Вилард) - Алекс је Аугустов син и сви мисле да ће заменити оца на месту челног човека „Иконике“. Међутим, њега тај посао нимало не занима. С обзиром на богатство које поседује, Лусијана чини све да га освоји, иако му је полусестра, али он није заинтересован за њу. Штавише, јавност верује да је заљубљен у Алисију, али то је само привид - њему се допада играч америчког фудбала, кога је упознао у САД.

## Глумачка постава

### Главне улоге
| Глумац:         | Улога:                           |
| --------------- | -------------------------------- |
| Маите Перони    | Алисија Гутијерез Лопез „Лићита“ |
| Арат де ла Торе | Роберто Дуарте                   |

### Споредне улоге
| Глумац:             | Улога:                                     |
| ------------------- | ------------------------------------------ |
| Чантал Андере       | Сандра Мадаријага                          |
| Ингрид Марц         | Лусијана де Толедо и Мондрагон             |
| Едуардо Сантамарина | Аугусто де Толедо и Мондрагон              |
| Мануел Флако Ибањез | Начо                                       |
| Луз Елена Гонзалез  | Хесуса „Чучете“                            |
| Силвија Паскел      | Елса Лопез де Гутијерез                    |
| Макарија            | Фатима                                     |
| Габријела Платас    | Беатриз Касабланка де Толедо и Мондрагон   |
| Пабло Валентин      | Гумаро                                     |
| Шерлин              | Магос                                      |
| Еди Вилард          | Алехандро де Толедо и Мондрагон Касабланка |
| Патрисио Боргети    | Нестор Акоста                              |
| Рикардо Фастилчт    | Елијас Мерчант                             |
| Фелипе Нахера       | Марсело                                    |
| Венди Гонзалез      | Бриса Пачеко                               |
| Дијего де Ерисе     | Браулио Монкада                            |